# 马谦益
马谦益，山西安邑（今山西运城）人，是一名清朝政治人物。进士出身。
马谦益曾于1727年接替张继咏任青浦县知县一职，1728年由陆延枢接任。